# Katapultschiff

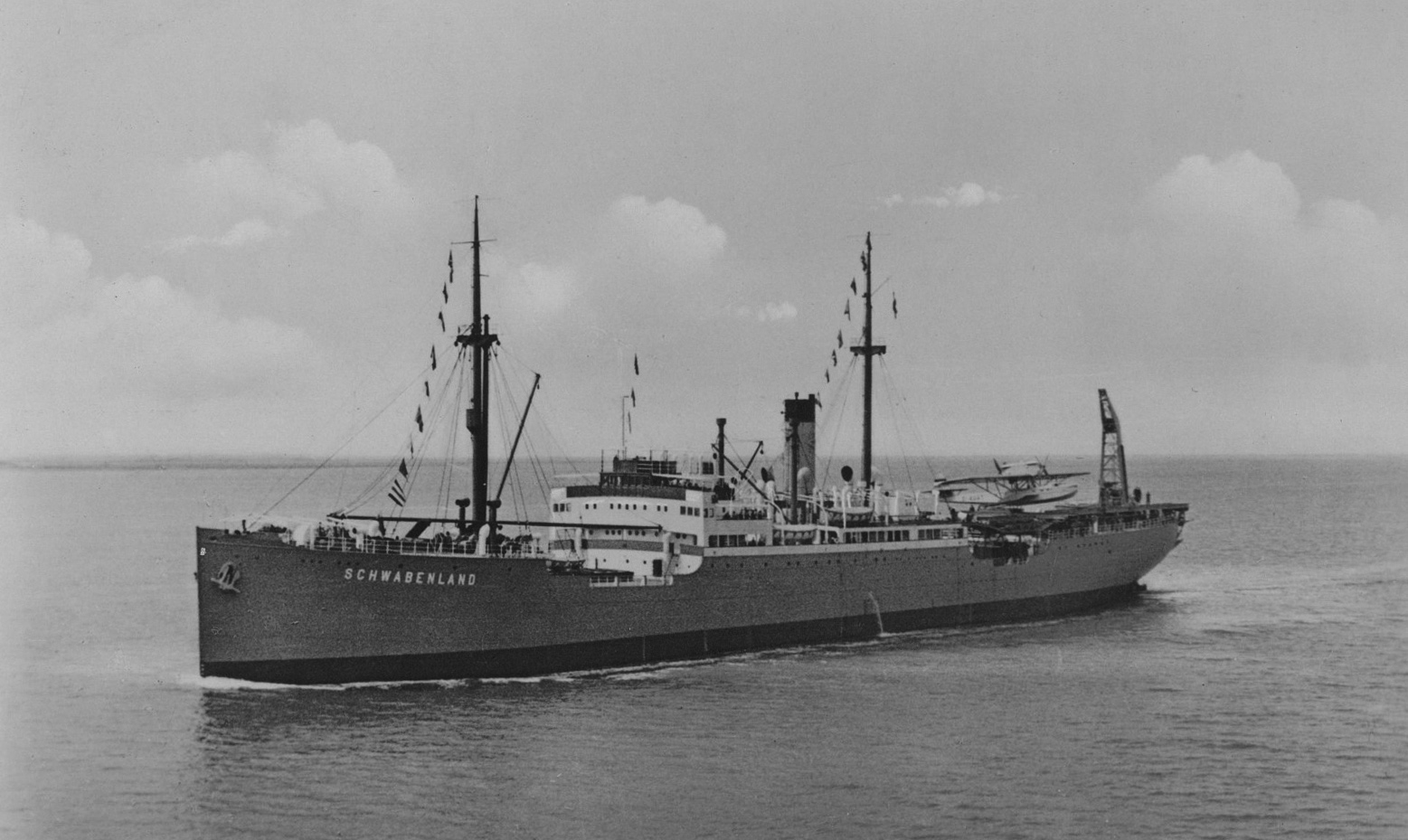
Das Katapultschiff Schwabenland (1938)

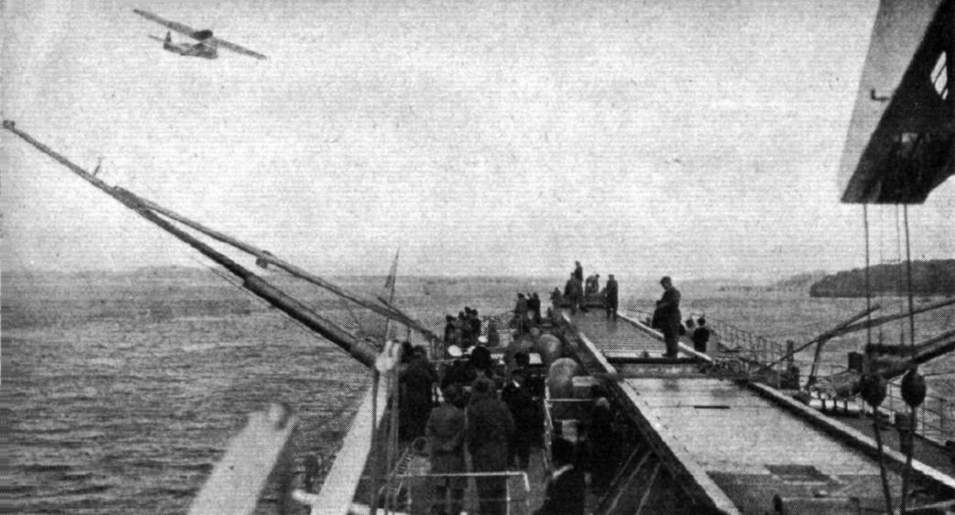
Blick entlang des Katapults der Ostmark nach dem Start einer Dornier Do 18

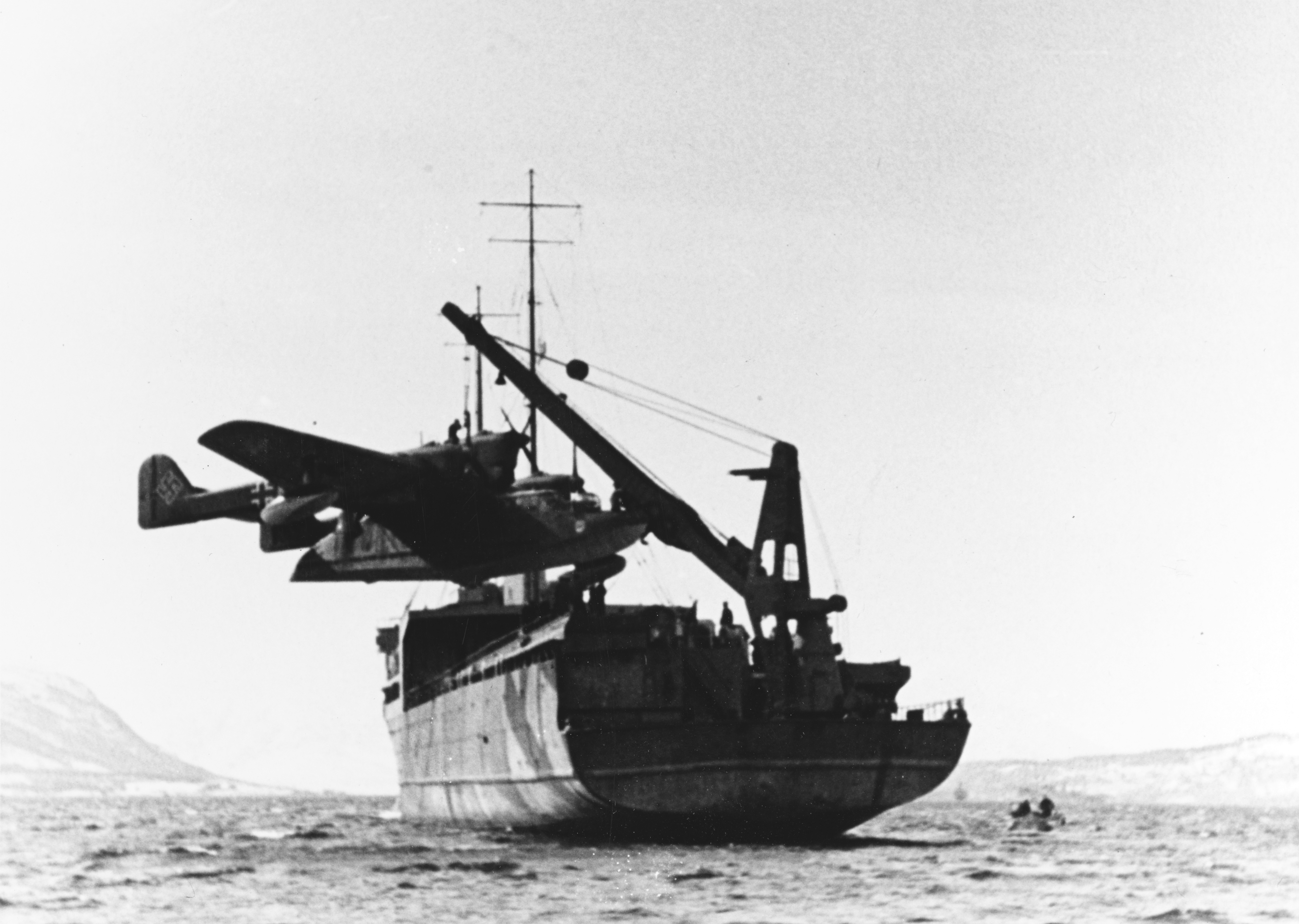
Flugboot Blohm & Voss BV 138 wird an Bord der Friesenland gehievt.

Als Katapultschiff bezeichnet man Schiffe, die Schwimmerflugzeuge und Flugboote mit einem Flugzeugkatapult in die Luft schleudern konnten.

## Deutsche Katapultschiffe
Ernst Heinkel, der Gründer der Ernst Heinkel Flugzeugwerke, begann 1927 mit der Erprobung von Bordkatapulten. Sie ermöglichten es Bordflugzeugen (HE 12, HE 58) von Schnelldampfern auf der Amerikaroute, durch Vorausfliegen mit der Post mehr als 24 Stunden einzusparen.
Die deutsche Lufthansa setzte vor dem Zweiten Weltkrieg vier Katapultschiffe ein, um ihre Flugboote im Post- und Passagierdienst nach Westafrika und Südamerika zu starten. Ab 1934 wurden die Westfalen und die Schwabenland, beide umgebaute Frachter, im Südamerikadienst eingesetzt. 1936 folgte die Ostmark, das erste speziell als Katapultschiff gebaute Schiff der Lufthansa, und 1937 die Friesenland. Die Schwabenland wurde als Expeditionsschiff für die Deutsche Antarktische Expedition 1938/39 eingesetzt, die erstmals großflächige Bereiche der Antarktis mittels Flugzeugen erkundete und vermaß.
Alle vier Katapultschiffe wurden im Zweiten Weltkrieg von der Luftwaffe übernommen und militärisch eingesetzt. Die Luftwaffe ließ außerdem zwischen 1938 und 1942 drei eigene Katapultschiffe – Schleuderschiffe genannt – bauen. 1938 wurde die Sperber in Dienst gestellt; ihr folgten 1942 die größeren Einheiten Bussard und Falke.

## Britische Katapultschiffe
Von 1941 bis 1943 waren in der britischen Royal Navy als Notlösung zur Sicherung von Handelskonvois insgesamt 35 mit raketengetriebenen Katapulten ausgerüstete Frachter im Einsatz. Diese CAM-Schiffe (Catapult Aircraft Merchantmen) konnten nur ein im Katapult auf dem Bug mitgeführtes Jagdflugzeug zur Abwehr deutscher Flugzeuge starten.